# 伊爾沙
50°43′22″N 29°27′8″E / 50.72278°N 29.45222°E
伊爾沙（烏克蘭語：Ірша）是烏克蘭北部的村莊，隸屬日托米爾州的日托米爾區。該村面積0.427平方公里，海拔高度152米，2001年人口542，人口密度每平方公里1,269.32人。